# میکائیل کارو
میکائیل کارو (دانمارکی: Michael Carøe؛ زادهٔ ۱۱ اکتبر ۱۹۶۰) خواننده، صداپیشه، بازیگر، کمدین و مجری اهل دانمارک است.
از فیلم‌ها یا مجموعه‌های تلویزیونی که وی در آن‌ها نقش داشته‌است، می‌توان به یولیه و دلقک اشاره نمود.